# ヘラクレア・ポンティカ
ヘラクレア・ポンティカ（古希: Ἡράκλεια Ποντική, 英: Heraclea Pontica）は、小アジアのビテュニアの海岸のリュクス川河口にあった古代都市。現在のトルコ共和国ゾングルダク県カラデニズ・エレーリの位置に存在した。この都市は、古代ギリシアの都市国家メガラ (Megara) によって紀元前560年 - 558年頃に創設され、ギリシア人が信じるところでは隣接するArcherusian岬（ババ岬）の洞窟から地下世界へと入ったヘラクレスに因んで名付けられた。
入植者はすぐに先住民のマリアンデュニア人を支配下に置いたが、ヘロットのような奴隷の身分となったマリアンデュニア人に、故郷から外へ奴隷として売り払われることはないとの条件が認められた。豊かで肥沃な周辺の土地と天然の良港の海産物で繁栄し、ヘラクレア・ポンティカはすぐに海岸に沿って遥かな東Cytorus（Kidros）まで勢力範囲を拡大し、ついには黒海に自身の植民地Cytorus、カラティス(Callatis)、ケルソネソス (Chersonesus)を建設した。

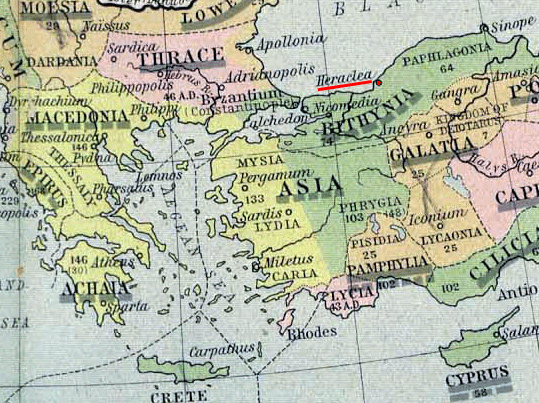
ヘラクレア・ポンティカ（赤色の下線）が記載された地図。古代ローマ伸張期の紀元前264年の状況を表している。

この都市の繁栄は、ガラティア人とビテュニア人によって激しく揺さぶられ、ミトリダテス戦争で完全に破壊された。ここは、哲学者ヘラクレイデス・ポンティカスの生誕地である。
紀元1世紀頃活躍したギリシアの歴史家ヘラクレアのメムノン(Memnon of Heraclea)は、少なくとも16巻のヘラクレア・ポンティカの歴史を記述した。メムノンの作品は失われたが、フォティオスの『ビブリオテカ』に、当時は残存したと思われる9巻から16巻の簡潔な解説が残されている。これらメムノンの著書は、僭主クレアルカスの支配（紀元前364年から紀元前353年頃）から、ユリウス・カエサルより後の時代（紀元前40年頃）にまで及んでおり、また、最初はヘラクレアの人々と同盟し、後には激しく反抗した、複雑極まる蛮族ケルト人のアジアへの侵入を含む豊富で生き生きとした記述がある。

## 参照
- この記事にはアメリカ合衆国内で著作権が消滅した次の百科事典本文を含む: Chisholm, Hugh, ed. (1911). "Heraclea". Encyclopædia Britannica (英語). Vol. 13 (11th ed.). Cambridge University Press. p. 308.
- 『Outpost of Hellenism: The Emergence of Heraclea on the Black Sea(ヘレニズム文明の辺境植民地：黒海岸のヘラクレアの出現)』, Stanley Mayer Burstein, University of California Publications: Classical Studies, 14 (Berkeley, 1976)